# Église de Pöytyä
L'église de Pöytyä (finnois : Pöytyän kirkko) est une église située à Pöytyä en Finlande ,.

## Présentation
L'église peut accueillir 750 personnes.
Le style des espaces intérieurs à remarquablement été modifié dans le temps.
En 1825, on agrandit les fenêtres de l'église.
Les travaux de rénovation de 1886–1888 donnent à l'intérieur un style néogothique.
Ces décorations sont enlevées d'une main lourde par les travaux de 1937–1938 conçus par  Toivo Paatela. 
Pendant ces travaux on installe l'éclairage électrique et le chauffage central. 
La dernière réparation majeure, réalisée en 1980 par Eero Raatikainen, redonne à l'intérieur son style gothique.
Le retable de l'église est peint par Johan Zacharias Blackstadius.
La direction des musées de Finlande a classé l'église et son paysage culturel dans les sites culturels construits d'intérêt national.

## Galerie

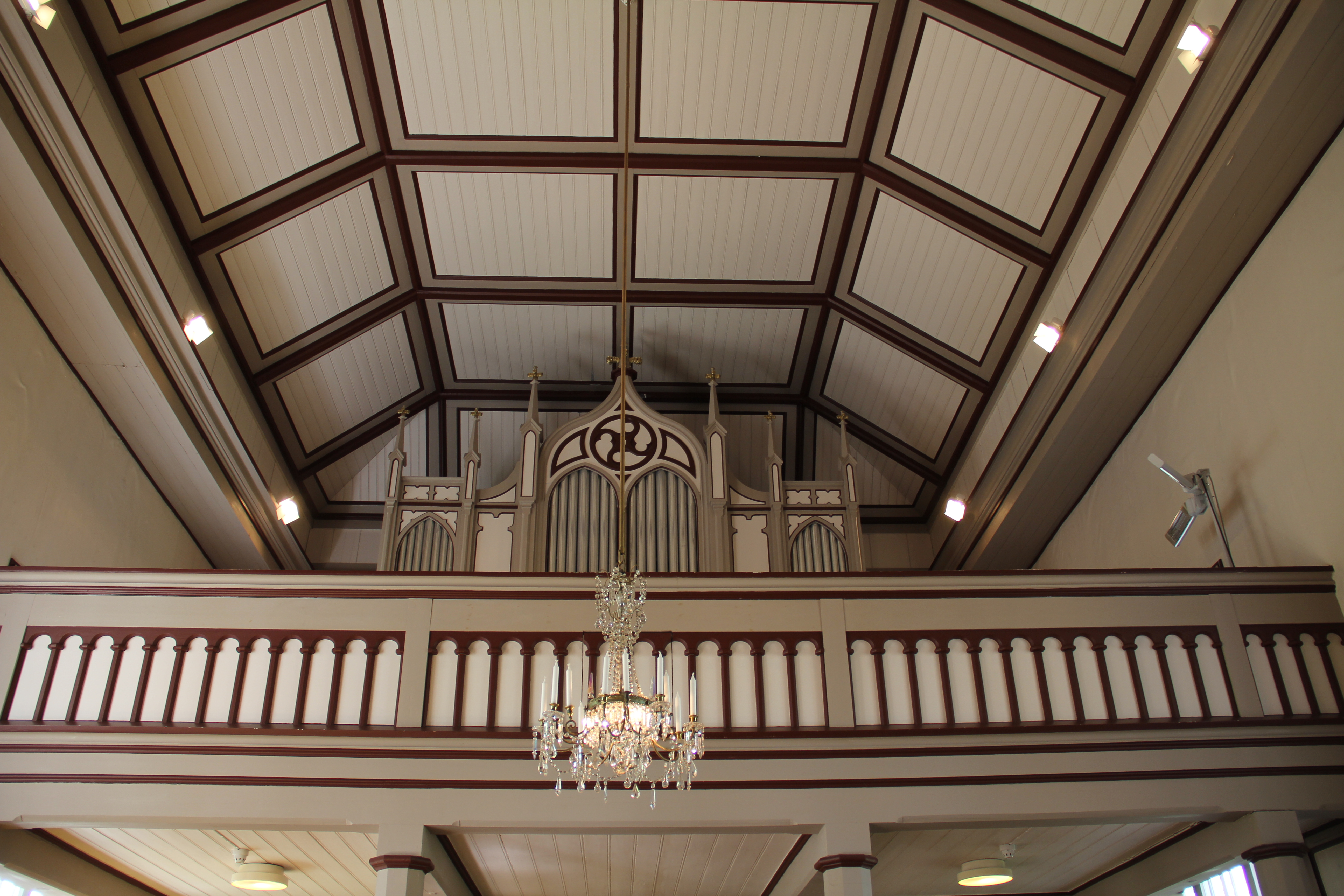
Intérieur de style néogothique.
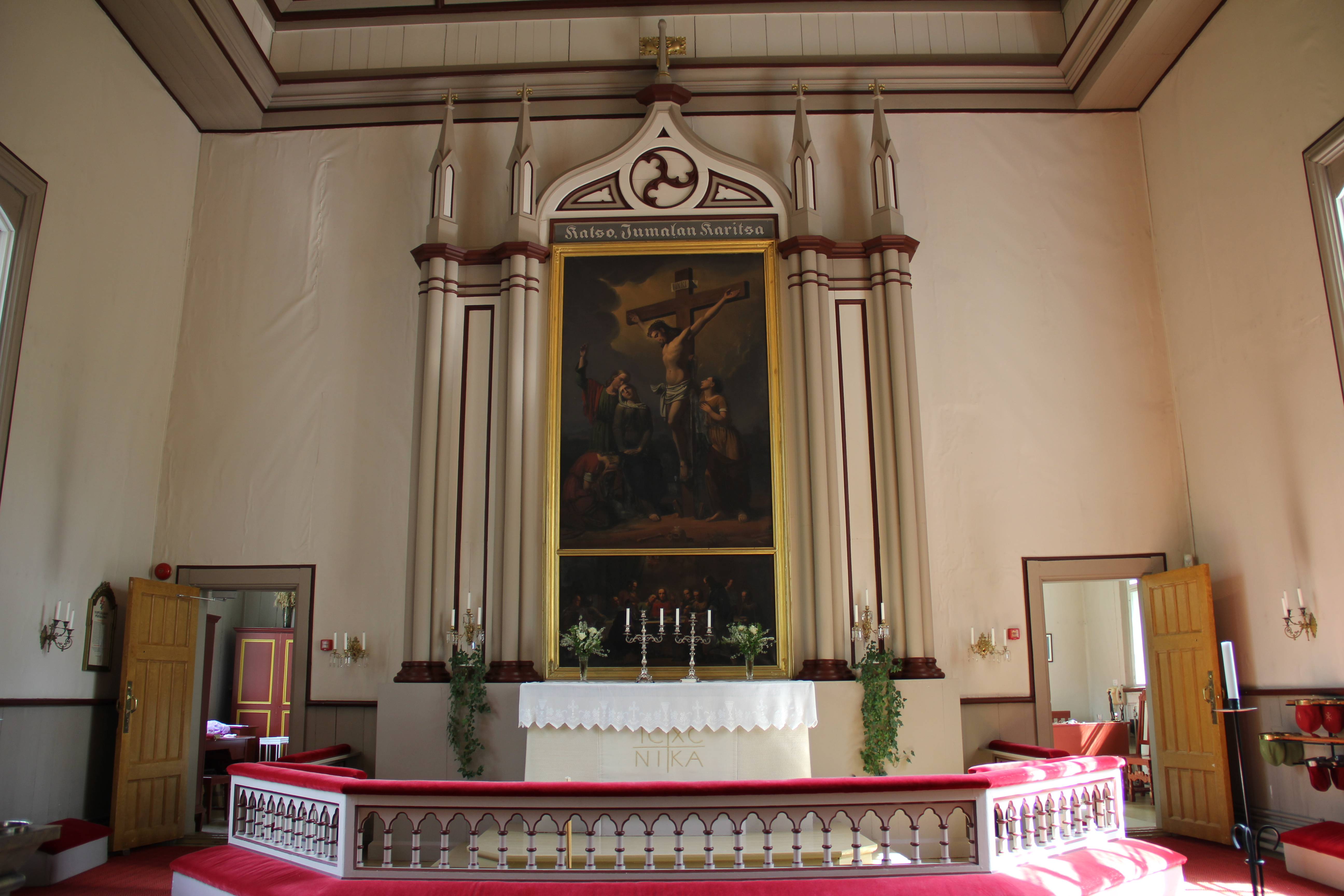
Retable de Johan Zacharias Blackstadius.
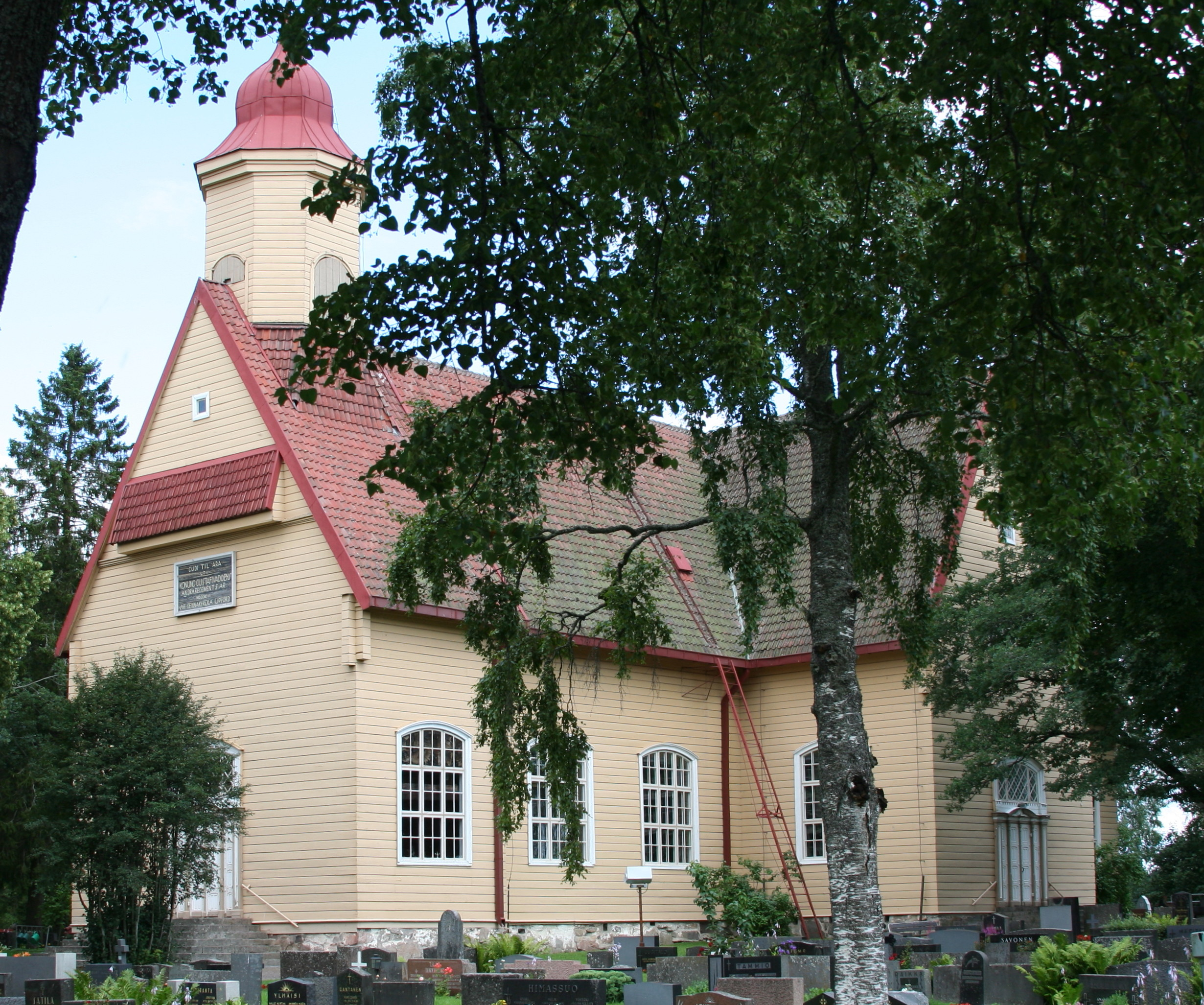
Extérieur de l'église de Pöytyä